# Anschlag in Colombo 1996
Der Anschlag in Colombo 1996 war einer der schwersten Terroranschläge, die von der LTTE im Bürgerkrieg in Sri Lanka verübt wurden. 

## Anschlag
Der Anschlag geschah am 31. Januar 1996 in Colombo: Ein Selbstmordattentäter der LTTE fuhr einen mit etwa 440 Pfund (44 Kilogramm) Sprengstoff beladenen Lastkraftwagen gegen das Eingangstor der Zentralbank von Sri Lanka. Dem ersten Attentäter folgten zwei weitere Angreifer der LTTE, die auf einem Dreirad fuhren und mit RPGs und automatischen Schusswaffen bewaffnet waren. Während des Feuergefechts zwischen Sicherheitskräften und den bewaffneten Attentätern zündete der erste Attentäter die Autobombe. Eine Rakete steckte ein der Bank gegenüber liegendes Bürogebäude in Brand.
Durch die Explosion kamen 91 Menschen ums Leben, 1.400 weitere wurden verwundet, von denen mindestens einhundert ihre Sehfähigkeit verloren. Unter den Verletzten befanden sich sechs Japaner, zwei US-Amerikaner und ein Niederländer. Die meisten Opfer waren Schaulustige und Zivilisten, die sich gerade in kleinen Geschäften nahe der Bank befanden. Der Selbstmordattentäter, der den Lkw gefahren hatte, wurde bei dem Anschlag getötet, die beiden anderen Täter konnten mit Hilfe von Hinweisen der Öffentlichkeit verhaftet werden. Die Polizei löste mit Hilfe anderer Sicherheitsorgane eine Großfahndung nach möglichen Mittätern aus, die an dem Anschlag beteiligt waren. Die Polizei fand heraus, dass alle Attentäter aus der Stadt Jaffna im Norden von Sri Lanka kamen und Mitglieder der LTTE waren.

## Folgen und Reaktionen
Durch diesen und einen weiteren Terroranschlag im Juli des Jahres ließ den Tourismus in Sri Lanka um 40 Prozent sinken.
Der Sprecher des lankischen Außenministeriums, Ravinatha Aryasinha, schrieb die Verantwortung an dem Anschlag der LTTE zu.
Unmittelbar nach dem Bombenanschlag erhielten mehrere lokale, ausländische Reisebüros und mehrere Touristen Anrufe einer LTTE-Organisation, die sie dazu aufforderte, Sri Lanka als Urlaubsziel zu boykottieren.

## Täter
Der Anschlag wurde von drei LTTE-Kämpfern ausgeführt.
- Raju (der Selbstmordattentäter, der den Lastwagen fuhr: er starb während des Anschlags)
- Subramanium Vigneswaram alias Kittu (wurde verhaftet)
- Sivasamy Dharmendra alias Raju (wurde verhaftet)[11]